# بول هال
بول هال (بالإنجليزية: Paul Hull)‏ هو لاعب اتحاد الرغبي بريطاني، ولد في 17 مايو 1968 في لامبث ‏ في المملكة المتحدة.